# Pupunahue
Pupunahue är en gruva i Chile.   Den ligger i provinsen Provincia de Valdivia och regionen Región de Los Ríos, i den södra delen av landet, 700 km söder om huvudstaden Santiago de Chile. Pupunahue ligger 132 meter över havet.
Terrängen runt Pupunahue är platt åt nordväst, men åt sydost är den kuperad. Runt Pupunahue är det glesbefolkat, med 15 invånare per kvadratkilometer.. Närmaste större samhälle är Antilhue, 5,9 km väster om Pupunahue.
I omgivningarna runt Pupunahue växer i huvudsak städsegrön lövskog.